# Катапано (Напуљ)
Катапано је насеље у Италији у округу Напуљ, региону Кампанија.
Према процени из 2011. у насељу је живело 55 становника. Насеље се налази на надморској висини од 59 м.